# Baie de Saint-Paul (Malte)
Pour les articles homonymes, voir Baie de Saint-Paul.
 (janvier 2024).
Si vous disposez d'ouvrages ou d'articles de référence ou si vous connaissez des sites web de qualité traitant du thème abordé ici, merci de compléter l'article en donnant les références utiles à sa vérifiabilité et en les liant à la section « Notes et références ».
La baie de Saint-Paul (en maltais Il-Baħar ta' San Pawl et Bay of St. Paul en anglais) se trouve au nord de Malte, face à la localité de San Pawl il-Baħar. Elle est en partie fermée par les deux îles de Saint-Paul.
Dans les Actes des Apôtres, on apprend la manière dont Saint-Paul fait naufrage près d'une île en mer Méditerranée alors qu'il se rend à Rome pour y répondre d'accusations. Traditionnellement on situe ce naufrage à Malte dans la baie de Saint-Paul et les Il-Gżejjer ta' San Pawl (îles de Saint-Paul) sont considérées comme pouvant être le lieu de ce naufrage.